# Dieter Holzapfel

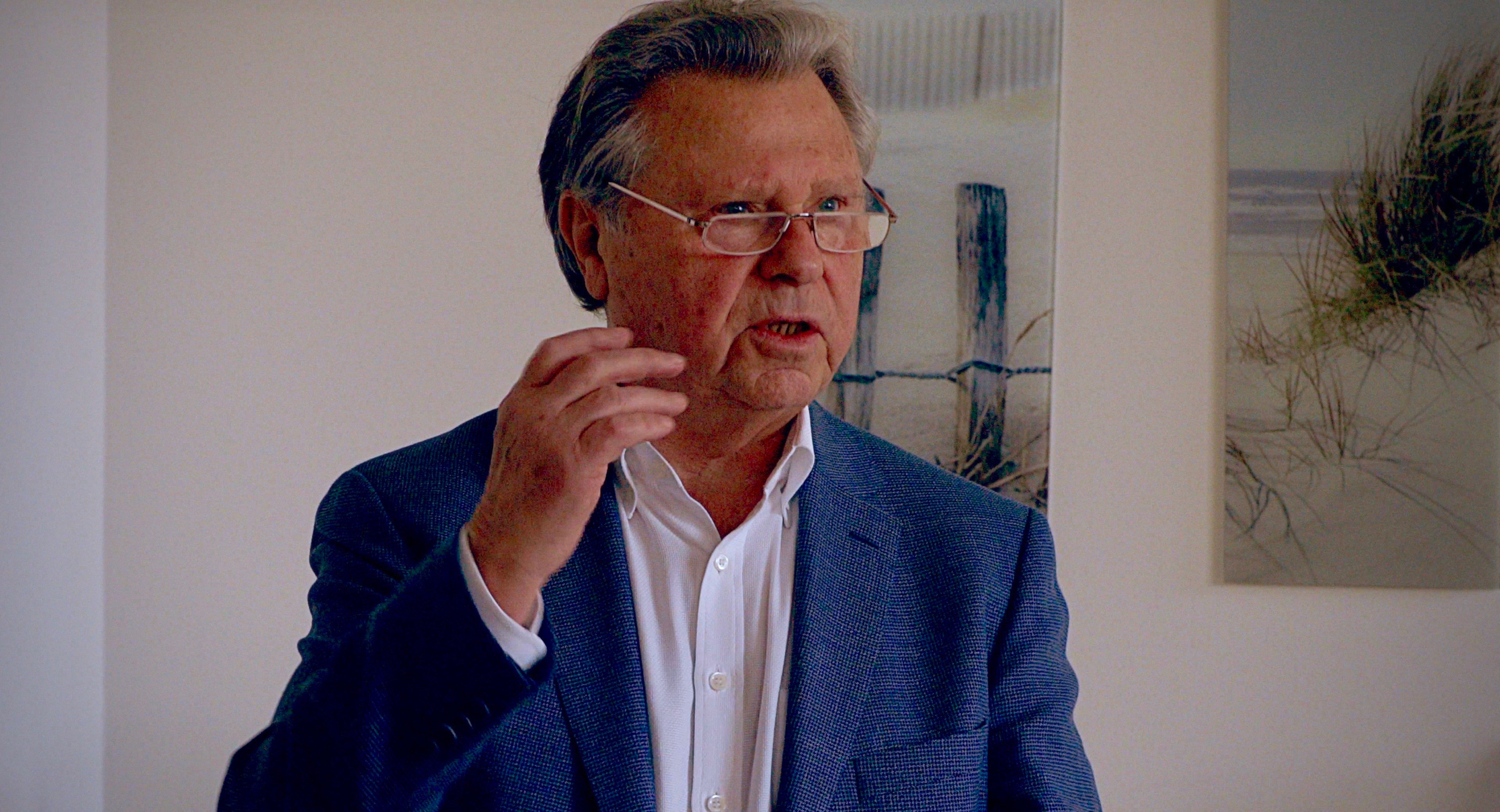
Dieter Holzapfel

Dieter Holzapfel (* 28. Oktober 1938 in Oldenburg) ist ein deutscher Politiker (SPD) und ehemaliger Oberbürgermeister seiner Heimatstadt.

## Leben
Seit seinem 18. Lebensjahr (1956) ist Holzapfel in der Sozialdemokratische Partei Deutschlands Mitglied und wurde 1964, mit 25 Jahren, das damals jüngste Mitglied im Stadtrat Oldenburg.
Holzapfel war nach seiner Ausbildung zum Dipl. Rechtspfleger in der Justizverwaltung tätig.
Im Juni 1969 wurde er als Vorsitzender des Aufsichtsrates der GSG Oldenburg (seit 1990 GSG Oldenburg Bau- und Wohngesellschaft mbH) gewählt. Er wechselte in das Amt als Geschäftsführer dieser Gesellschaft im März 1972 und hatte diese Position bis 2004 inne. Sein Nachfolger wurde Stefan Könner.
Im Jahr 1991 wurde er zum Oberbürgermeister der Stadt Oldenburg gewählt. Er war der letzte Oberbürgermeister der Stadt, der zusammen mit einem Stadtdirektor arbeiten musste. Nach der Wahl 1996 folgte ihm Jürgen Poeschel, der erster Oberbürgermeister nach dem eingleisigen Verwaltungssystem wurde. Holzapfel lebt in Oldenburg.

## Ehrenamt
Holzapfel wurde im Jahr 2000 Präsident des Landesverbandes Oldenburg des Deutschen Roten Kreuzes. Er beendete diese ehrenamtliche Tätigkeit im Juni 2018 nach 18 Jahren. In dieser Zeit war er u. a. mehrere Jahre als Vorsitzender des Präsidialrates des DRK auf Bundesebene tätig. Seine Nachfolgerin wurde Karin Evers-Meyer. Anlässlich seiner Verabschiedung aus dem Amt wurde er durch zum Ehrenpräsidenten seines Landesverbandes ernannt. Auch wurde er auf derselben Veranstaltung durch die DRK-Präsidentin Gerda Hasselfeldt zum Ehrenmitglied des Präsidiums des Deutschen Roten Kreuzes ernannt.

## Oldenburgische Rotkreuzstiftung Dieter Holzapfel
Anlässlich seines Ausscheiden aus der hauptberuflichen Tätigkeit als Geschäftsführer der GSG Oldenburg verzichtete er auf Geschenke und begründete mit den stattdessen erbetenen Spenden die „Oldenburgische Rotkreuzstiftung Dieter Holzapfel“. Das Gründungskapital betrug 83.000 Euro.

## Ehrungen
- Das Verdienstkreuz 1. Klasse des Verdienstordens der Bundesrepublik Deutschland (1999)
- Das Verdienstkreuz am Bande des Verdienstordens der Bundesrepublik Deutschland (1987)
- Das Verdienstkreuz 1. Klasse des Niedersächsischen Verdienstordens (2016)
- Das Verdienstkreuz am Bande des Niedersächsischen Verdienstordens (1991)
- Ehrungen der Stadt Oldenburg: Das große Stadtsiegel (1972), Das Große Lambertus-Siegel von 1388 (1982), Das Große Lambertus-Siegel von 1388 in Gold (2002)
- Ehrenzeichen und Ehrenmitglied des Deutschen Roten Kreuzes
- Ehrennadel (2009) sowie Verdienstmedaille (2021) des DRK-Landesverbandes Oldenburg
- Ernennung zum Ehrenpräsidenten (2018) des DRK-Landesverbandes Oldenburg